# José Gervasio Artigas
José Gervasio Artigas Arnal (Montevideo, 19 giugno 1764 – Asunción, 23 settembre 1850) è stato un militare, politico ed eroe nazionale uruguaiano.
Agì durante la Guerra d'Indipendenza delle Province Unite del Río de la Plata e si distinse per essere il precursore del federalismo nel paese. Ricevette il titolo di "Jefe de los Orientales" (Capo degli Orientali) e "Protector de los Pueblos Libres” (Protettore dei popoli liberi). È stato fondamentale per la nascita dell'Uruguay, ma è considerato un eroe anche in Argentina.

## Biografia

### Famiglia

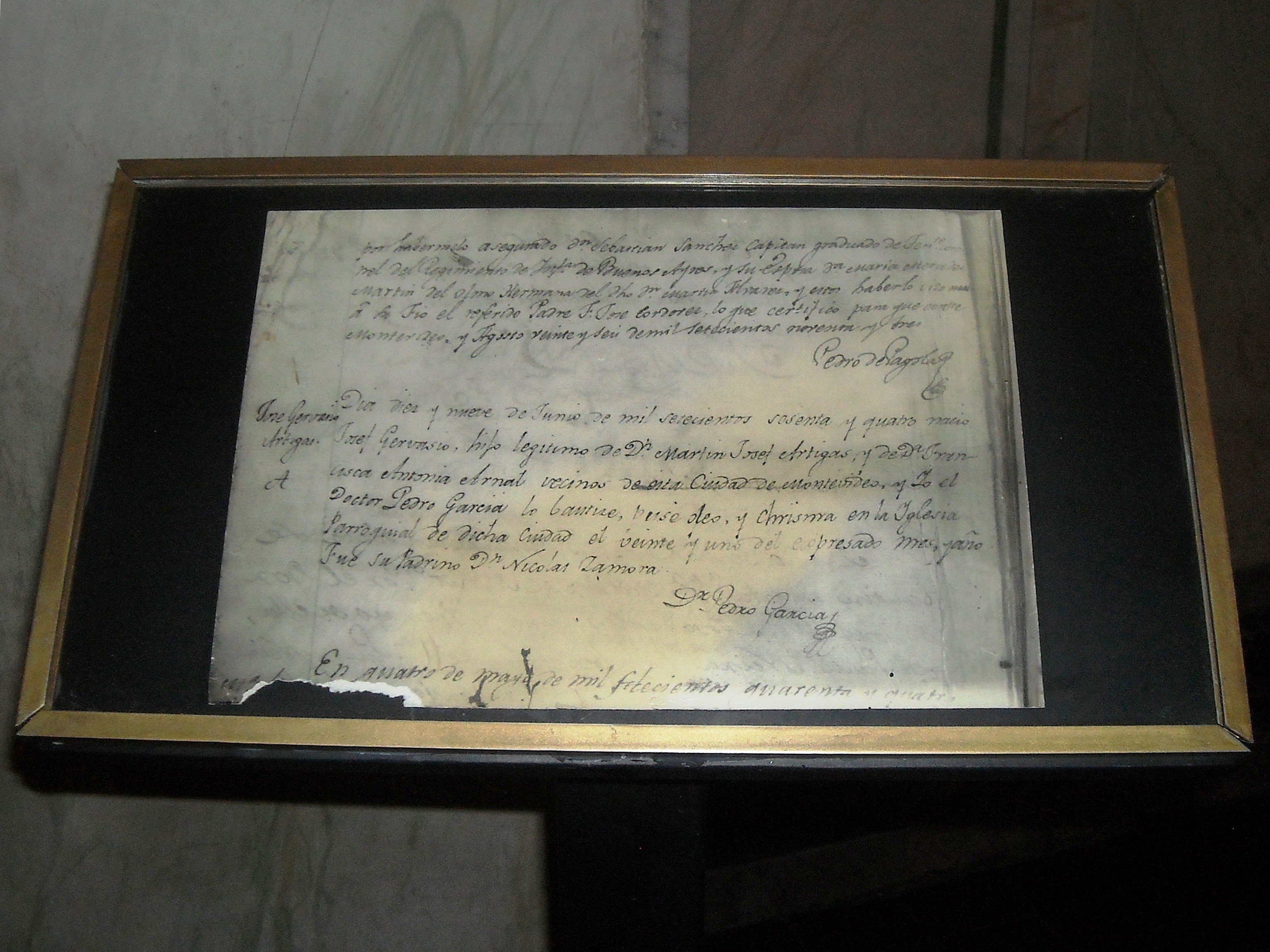
Documento di battesimo di Artigas

José Gervasio Artigas nacque a Montevideo il 19 giugno 1764, terzo di sei figli, da Martín José Artigas e Francisca Antonia Arnal, come riportato nel libro di battesimi della chiesa madre della parrocchia dell’Immacolata Concezione di Montevideo a pagina 209. I suoi fratelli erano: Martina Antonia, José Nicolás, Manuel Francisco, Pedro Ángel e Cornelio Cipriano. Gli ultimi due morirono prima del 1806.
Suo padre era un proprietario terriero e primo capitano della Milizia, nonché funzionario del re. La sua famiglia era tra le più benestanti di Montevideo. I suoi nonni, Juan Antonio Artigas Ordobas e Ignacia Xaviera Carrasco, furono tra i primi coloni della città. Erano originari di Saragozza, Buenos Aires e Tenerife ed avevano combattuto nella Guerra di successione spagnola migrando, successivamente, nell’America spagnola per scappare dalla povertà.

### Primi anni
José ricevette la migliore istruzione possibile per l’epoca impartita dai Padri Francescani del convento di San Bernardino e crescendo trascorse la sua adolescenza occupandosi delle attività rurali nei possedimenti di suo padre, vicino al ruscello Carrasco, dove le autorità locali, poco più che nominali, erano incapaci di badare ai "guachos" (delinquenti), di contenere l’avanzata di gruppi indiani chuarras e di impedire lo scambio dei contrabbandieri portoghesi.
Nel 1778 si iscrisse alla Confraternita del Santo Rosario.
José Artigas è stato anche associato ai Charruas indiani. Secondo molti ricercatori, tra i quali Carlos Maggi, nel periodo prima di entrare nel Corpo dei Blandegues, Artigas avrebbe vissuto con i Charruas.
È stato durante questo periodo che ha incontrato Isabel Sánchez Velásquez, nata nel 1760 e separata dal marito Julián Arrúa, col quale aveva avuto cinque figli. Isabel e Artigas iniziarono una relazione durata più di dieci anni e da cui ebbero quattro figli: Juan Manuel (nato il 3 luglio 1791), Mary Clemencia (nata 14 agosto 1793, uccisa durante l'infanzia), María Agustina (nata il 4 agosto 1795, morta anche lei giovane) e María Vicenta (nata 24 ottobre 1804). Nel 1792, Artigas ha avuto un altro figlio con una donna sconosciuta di nome Peter Monico.

### Carriera militare
La carriera militare di José Gervasio iniziò il 10 marzo 1797, quando entrò a far parte del Corpo dei Blandengues, milizie autorizzate dal re di Spagna, che miravano a proteggere i confini. In questo modo Artigas iniziò la lotta contro il contrabbando e il saccheggio.
Poco prima della fine del XVIII secolo, Artigas aveva trovato su quella frontiera, un afro-montevideano che era stato catturato dai portoghesi e ridotto in schiavitù. Decise di acquistarlo per donargli la libertà. Da allora Joaquín Lenzina, meglio conosciuto come "il nero Ansina" accompagnò Artigas per il resto della sua vita, diventando il suo migliore amico, il suo compagno d'armi e cronista.
Entrato nel Corpo come “controllore dei campi,” salì successivamente ad “aiutante di campo delle milizie di cavalleria”.
Alla morte di Isabel Sánchez, José Artigas chiese licenza nel suo campo per sposarsi con la cugina Rafaela Rosalia Villagrán. Il matrimonio, organizzato secondo lo stile del tempo, ebbe luogo il 31 dicembre 1805.

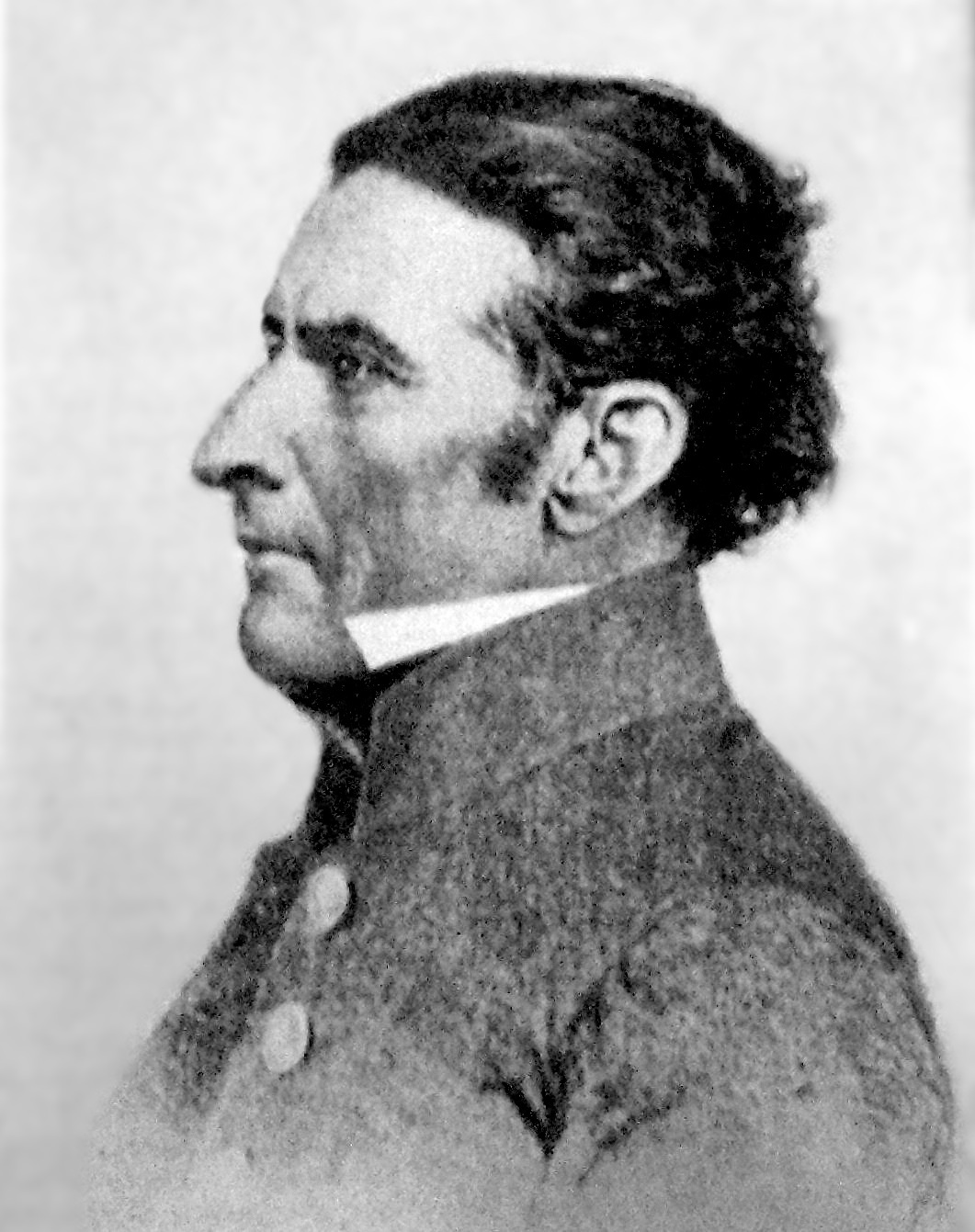
Artigas in un ritratto di J. M. Blanes

La coppia ebbe tre figli, José María (nato 24 settembre 1806), Francisca Eulalia (nata il 13 novembre 1807, morta a pochi mesi nel 1808) e Petrona Josefa (nata nel 1809, morta a quattro mesi nel 1810). La morte prematura dei due figli, una febbre mal guarita di Rafaela Rosalia e l'avanzare di una grave malattia mentale, fecero sì che il loro matrimonio finisse.

### Carriera politica

#### Rivoluzione di Maggio
Nel 1808 Napoleone approfittando delle controversie nella lotta per il trono spagnolo tra Carlo IV e il figlio Ferdinando VII, li costrinse ad abdicare, a Bayonne, in favore di suo fratello Giuseppe Bonaparte. Il fatto diede inizio ad un lungo conflitto tra l'esercito francese e la resistenza spagnola, coordinata da una Suprema Giunta installatasi a Siviglia; la notizia di questa rivoluzione arrivò a Buenos Aires il 1º febbraio 1810, portata dalle navi inglesi.
In assenza di un’autorità che li gestisse e con la prigionia di Fernando VII, i popoli dell'America spagnola, sotto la direzione di un gruppo di avvocati e di militari di origine creola, iniziarono una serie di insurrezioni. La prima rivolta, avvenuta il 25 maggio 1809 nella città di Chuquisaca, nel Vicereame del Río de la Plata, diede il via ad altre ribellioni in tutto il continente fino a sfociare nelle Guerre d'indipendenza ispanoamericane.
Il 25 maggio 1810 la gente di Buenos Aires, capitale del Vicereame del Rio de la Plata, depose il viceré Baltasar Hidalgo de Cisneros ed elesse la Prima Giunta per sostituirlo, iniziando così la Rivoluzione di Maggio.
Immediatamente, la Spagna installò la sua sede del potere a Montevideo e ordinò l'invio di un nuovo viceré, truppe e armi per reprimere la rivolta.
In quello stesso anno, il 5 settembre 1810, José Artigas fu promosso capitano ed inviato nella provincia di Entre Ríos nel tentativo di sedare le rivolte, ma fu sconfitto da signori della guerra locali.
Sotto il comando di José Muesas a Colonia del Sacramento, Artigas abbandonò le file spagnole nel febbraio del 1811, attraversando il fiume Uruguay verso Buenos Aires per offrire la sua spada alla madrepatria.
Fu accettato dal Consiglio rivoluzionario il 15 febbraio ed ebbe il compito di preparare la rivolta nella Banda Oriental usando la sua reputazione in patria, 200 pesos e 150 soldati del Batallón de Patricios.
Artigas assunse la direzione dell’avanguardia patriottica iniziando ad avviarsi verso sud.
Solo alcune città importanti, con Montevideo come roccaforte principale, rimasero sotto l'obbedienza delle autorità spagnole. Le prime ostilità si verificano presto, registrando vittorie per Artigas in Colla, Porongos, Paso del Rey sul fiume San José -21 aprile- e nell'attacco e la cattura della Villa de San José, mentre i suoi ufficiali vinsero gli spagnoli a Maldonado e San Carlos.

#### Esodo del Popolo Orientale

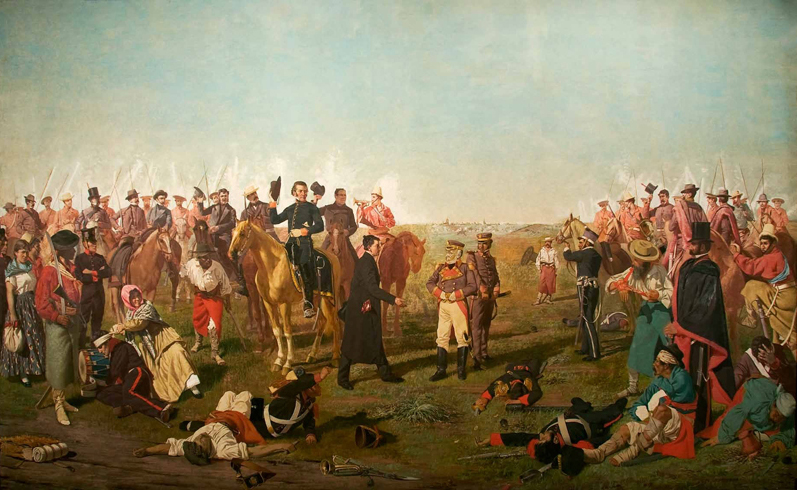
Battaglia di Las Piedras

Trasferita la sua sede a San José, Artigas raccolse le forze insieme a Manuel Antonio Artigas e, avanzando con mille uomini verso Canelones, ottenne il 18 maggio 1811, la vittoria di Las Piedras, battaglia campale in cui il leader spagnolo cedette la sua spada al soldato montevideano.
Continuando la sua marcia verso sud, Artigas, promosso colonnello, iniziò l’assedio di Montevideo dopo il mancato accordo con il delegato spagnolo. Il 1º giugno al campo Cerrito, arrivò un nuovo capo inviato dalla Giunta Rivoluzionaria, il generale José Rondeau, che prese subito la direzione delle forze patriottiche.
Dopo mesi di assedio partirono delle trattative dalle quali uscì l'armistizio del 20 ottobre 1811, con il quale si stipulava la fine dell'assedio a Montevideo, il ritiro delle truppe dalla Banda Oriental e fu riconosciuta, così, l'autorità spagnola. Inoltre le truppe dovettero lasciare indifesa anche Buenos Aires. Vista la disfatta dei popoli orientali, Rondeau fu sostituito da Carlos María de Alvear.
Il Consiglio nominò Artigas governatore di Yapeyú. Ma Artigas, accettando la posizione che gli era stata affidata riuscì a sottrarre i contadini al giogo degli spagnoli diventando capo di un intero popolo.
Artigas si diresse, quindi, a nord, costeggiando il Fiume Uruguay, e si portò dietro tremila uomini dell'esercito ai suoi ordini, ma anche un convoglio di quindicimila persone, di ogni età e di tutte le classi sociali, che stabilirono lo storico episodio chiamato l'esodo del popolo orientale. Dopo tre mesi di marcia, da ottobre a dicembre 1811, Artigas si accampò con il suo popolo nell'Ayui, nelle terre sotto la giurisdizione di cui era governatore.

#### Istituzioni dell'Anno XIII

Firma di Artigas del 1813

Nei primi mesi del 1812, rotto l'armistizio, le truppe di Buenos Aires ripresero l'assedio di Montevideo. Ma il loro capo politico, Manuel de Sarratea, fece tutto il possibile per indebolire le forze di Artigas. Solo dopo il ritiro di Sarratea, Artigas si unì all'assedio di Montevideo con le sue truppe.
Dopo varie vicissitudini, Artigas ritenne che fosse giunto il momento di essere rappresentato nell’Assemblea generale che legiferava per tutti. In quest’ottica la gente della Banda inviò i propri delegati al Congresso di Peñarol, il 4 aprile 1813. Il Congresso designò cinque deputati alla Costituente di Buenos Aires, ciascuno corrispondente ad un comitato esistente nella Provincia. Tale congresso fu aperto personalmente da Artigas:
I deputati orientali tornarono verso le loro destinazioni forniti di un programma specifico passato alla storia con il nome di Istruzioni dell'Anno XIII.
Le clausole fondamentali delle istruzioni Artigas erano:
- indipendenza assoluta delle coloni
- libertà civile e religiosa
- libertà, uguaglianza e sicurezza degli individui di ogni provincia, che doveva costituire la base dei governi locali e del governo centrale
- indipendenza dei tre poteri di Stato
- esclusione di Buenos Aires come capitale federale
- garanzie di commercio con certi porti orientali.

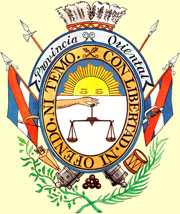
Stemma della Liga Federal

Con diversi pretesti, ma con il vero scopo di neutralizzare l'ondata federale, l'assemblea non accettò i deputati orientali. Dinanzi a questo rifiuto, Artigas, il 20 gennaio 1814, si ritirò dall'assedio di Montevideo portando con sé più di tre mila uomini. Gervasio Antonio Posadas, Director supremo delle Province Unite del Río de la Plata rispose con un decreto che lo dichiarava traditore e nemico della patria (traidor a la Patria) offrendo una somma di denaro a chi lo trovasse vivo o morto. Artigas dal canto suo dichiarò guerra al Directorio preparandosi a combatterlo.
La caduta di Montevideo nelle mani degli argentini sembrò portare alla fine del conflitto. In città ci furono elette nuove autorità e Nicolás Rodríguez Peña, fu nominato capo del Supremo Consiglio.

#### Liga Federal
Artigas spostò la sua sede ad Arerunguá, mentre Torgués e Rivera (suoi uomini) operavano nel sud con un'eccellente mobilità. Alvear inviò un esercito per cercare di reprimere la rivolta, ma le truppe comandate dal colonnello Ignacio Álvarez Thomas cercarono accordi con Artigas, che, però, rifiutò. Alvear fu costretto a rinunciare e al suo posto fu richiamato il generale Rondeau, mentre Álvarez prese il potere come luogotenente di Rondeau e invase Santa Fe ripristinando il potere unitario.

Bandiera di Artigas

Per contrastare la politica del governo di Buenos Aires, Artigas riunì le province sotto il suo controllo nella Liga Federal, o Unión de los Pueblos Libres (“Unione dei Popoli Liberi”). Il Consiglio, rendendosi conto che era finita, propose un compromesso basato sul riconoscimento dei diritti della Provincia Oriental (attuale Uruguay) di autogovernarsi. Le truppe argentine furono ritirate e il giorno dopo Torgués entrò a Montevideo con il titolo di Governatore Militare. Per dichiarare l’indipendenza anche dalla Spagna, Artigas convocò, il 29 giugno 1815, il Congresso d’oriente, che si riunì a Concepción del Uruguay, capitale di Entre Ríos. In questo primo governo locale, il potere fu esercitato da Torgués e Miguel Barreiro, in base alla delega di Artigas, e in questo periodo fu istituita la prima Bandiera e il primo stemma della Provincia Orientale. In questo cruciale momento storico Artigas acquisisce un titolo che supera il semplice capo di una provincia, diventando Protector de los Pueblos Libres (protettore dei popoli liberi).
Le provincie del Rio de la Plata si ritrovarono divise in due fazioni: la Liga Federal, sotto il comando e la protezione di Artigas, e le province controllate dal Direttorio, con centro a Buenos Aires.

#### Guerra luso-brasiliana
Nel mese di agosto del 1816 molte truppe lusitane invasero la provincia orientale, dando il via all’Invasione luso-brasiliana, con la tacita complicità di Buenos Aires. Con l'intento di distruggere il leader e la sua rivoluzione, le truppe luso-brasiliane attaccarono via terra e via mare e, a causa della loro superiorità numerica e materiale, le forze luso-brasiliane sconfissero Artigas e occuparono Montevideo il 20 gennaio 1817.
Indignato per la passività di Buenos Aires, Artigas dichiarò guerra anche al governo unitario nonostante sul fronte luso-brasiliano continuasse a subire dure sconfitte.
Dopo tre anni e mezzo di resistenza, la battaglia di Tacuarembó, nel gennaio del 1820, designò la definitiva sconfitta di Artigas, che dovette lasciare il territorio orientale. Molti dei suoi luogotenenti furono fatti prigionieri o abbandonarono la lotta. Artigas attraversò il fiume Uruguay e si accampò in un luogo chiamato Avalos, nei pressi di Curuzú Cuatiá. All'incirca nello stesso periodo, i membri della Lega Federale, Francisco Ramírez, governatore di Entre Rios, e Estanislao López, governatore di Santa Fe, vinsero contro le truppe Unitarie. La Battaglia di Cepeda incentivò la caduta del Consiglio. Entrambi i leader federali, sapendo della disfatta di Artigas, si accordarono con il nuovo governatore della città di Buenos Aires, Manuel de Sarratea, firmando con lui il Trattato del Pilar. La disobbedienza di Ramírez, fece scatenare un'ennesima guerra, dalla quale Artigas ne uscì sconfitto. Fu, così, costretto ad abbandonare le Province Unite per andare in esilio in Paraguay.

### Esilio in Paraguay
Confinato nella remota e inospitale Villa di San Isidro Labrador Curuguaty, visse gli ultimi anni della sua vita coltivando la terra. Fu in questa città dove Artigas, nel 1825, sposò Clara Gómez Alonso, sua compagna fino alla morte; da questa unione nacque nel 1827 Juan Simeón, l'ultimo della sua numerosa prole, tenente colonnello in Paraguay e confidente del maresciallo Francisco Solano López.
José Gervasio Artigas morì il 23 settembre 1850 a 86 anni.

## Monumenti ad Artigas

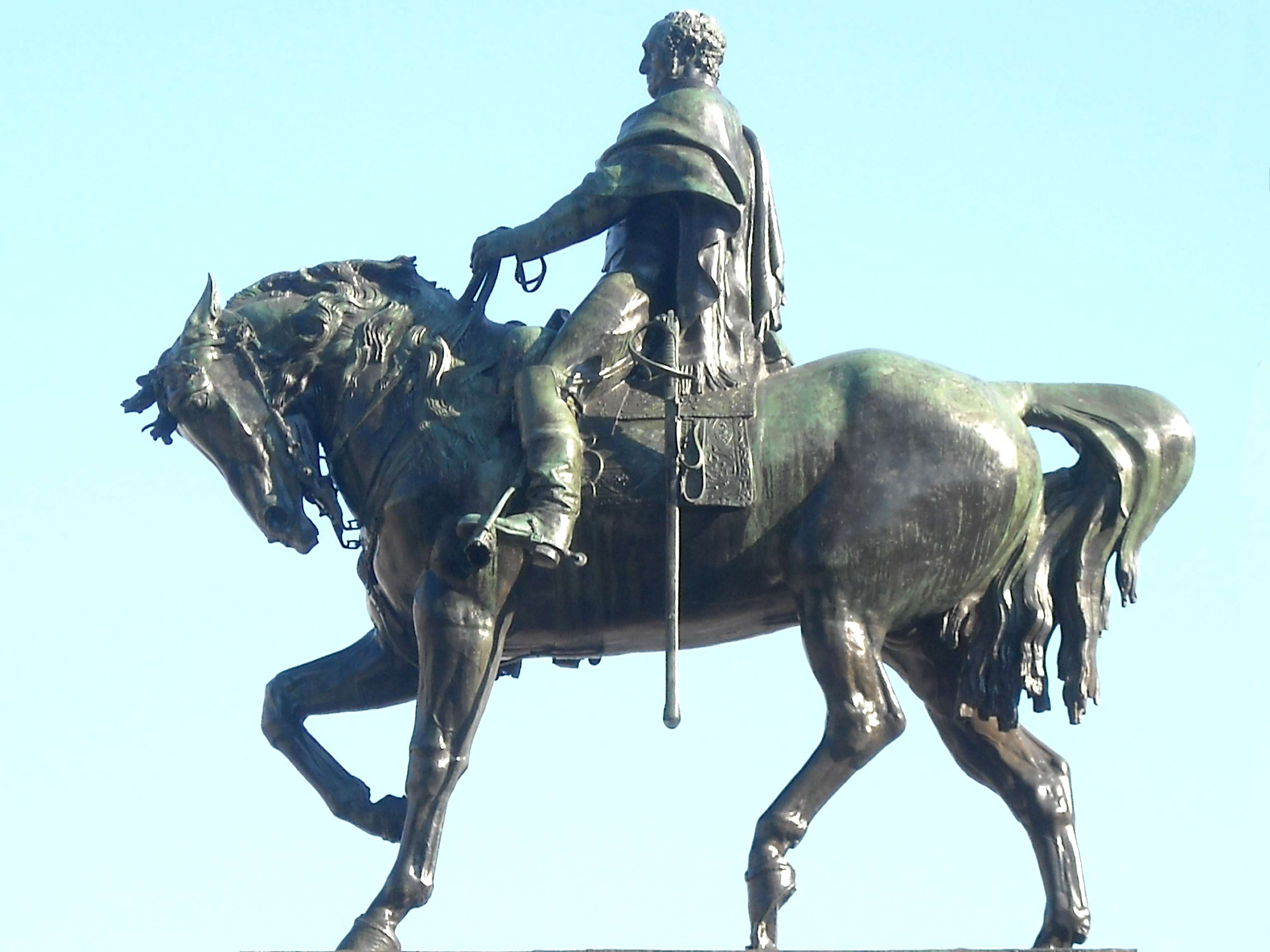
Monumento a Artigas, collocato in Plaza Independencia, Montevideo - Uruguay

Un monumento equestre che omaggia Artigas si erge nella Plaza Independencia della capitale uruguaiana Montevideo. La statua bronzea, su piedistallo in granito, alta 17 metri, è opera della scultore Angelo Zanelli che vinse il concorso bandito nel 1913 e fu inaugurata dieci anni più tardi.
Anche in gran parte delle principali città argentine ci sono monumenti, strade o quartieri dedicati ad Artigas. Nel 1955 il governo argentino ha ordinato la costruzione di un monumento in Plaza República Oriental del Uruguay a Buenos Aires, nel famoso quartiere di Recoleta.
In Paraguay, un importante viale di Asunción porta il suo nome e nel novembre del 2002 è stato inaugurato, anche, un monumento in Plaza Uruguaya.
A Santiago del Cile, si trova una statua in onore di José Gervasio Artigas nella zona centrale della Alameda ("via") del Libertador Bernardo O'Higgins.
Negli Stati Uniti d'America ci sono statue su Constitution Avenue a Washington, sulla Sixth Avenue a Manhattan, Newark (New Jersey) e a Montevideo (Minnesota). 
Anche a Roma è presente un monumento a lui dedicato a Villa Borghese.

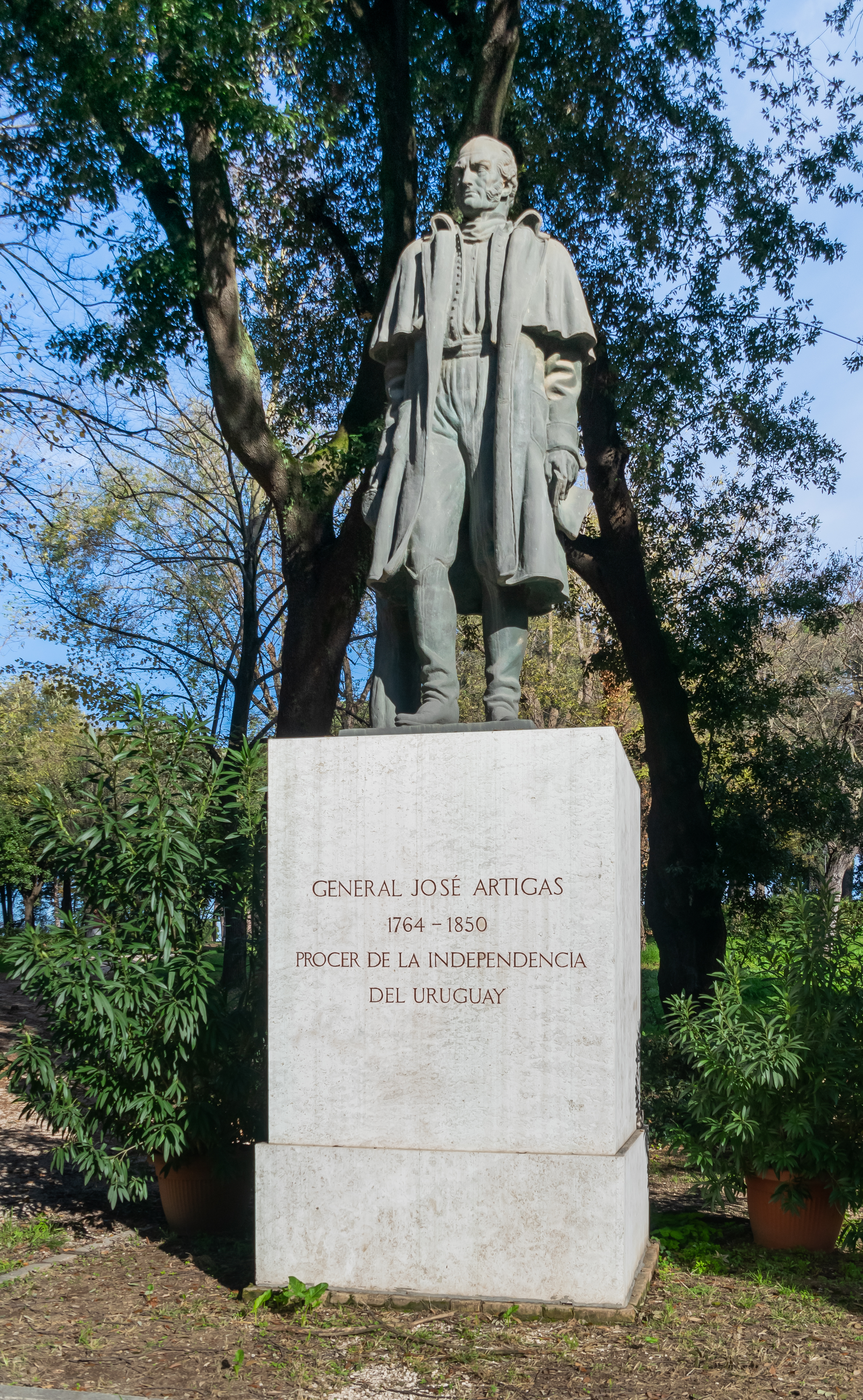
Statue of Jose Artigas Villa Borghese

In Spagna vi è una statua del generale Artigas nel Parque del Oeste a Madrid, donata dall'ambasciata uruguaiano nel 1975.
L'8 giugno 2016, a Pechino in Cina, è stata inaugurata una statua ad Artigas in un Parco Popolare, la prima nel Continente asiatico.